# The Prodigy
The Prodigy è un gruppo musicale britannico, formatosi a Braintree nel 1990.
Riconosciuti anche come il gruppo che ha contribuito a diffondere la cultura rave a livello mediatico, sono stati, con i Chemical Brothers, Fatboy Slim, The Crystal Method e altri, tra i maggiori esponenti del big beat degli anni novanta. A partire dalla seconda metà degli anni novanta i singoli e gli album del gruppo hanno iniziato ad avere un'influenza sempre più significativa sulla musica elettronica.

## Storia del gruppo

### Primi anni
Il gruppo venne fondato dal DJ e musicista Liam Howlett nel 1990 a Braintree, Essex, dopo che lui, Keith Flint e Leeroy Thornhill si conobbero a un rave party. Poche ore prima del loro debutto entrerà a far parte del gruppo l'MC Maxim, contattato all'ultimo momento dal manager del gruppo che all'epoca era un loro amico. Nacque l'idea di formare un gruppo di dj-musicisti-ballerini per suonare musica da destinare a questo tipo di feste. All'inizio era presente anche una terza ballerina on stage, Sharky, che abbandonò presto il gruppo perché non voleva trasformare la sua passione in lavoro. Il loro nome deriva da un sintetizzatore Moog che Howlett utilizzava per comporre.

### ExperienceeMusic for the Jilted Generation
Il primo album, Experience, risente fortemente della cultura dei rave e si caratterizza per i brani goliardici. Ancora oggi è considerato da molti una pietra miliare nella scena hardcore inglese dei primi anni novanta.
Music for the Jilted Generation, il loro primo album destinato a godere di un significativo successo commerciale, unisce techno e rock. Il disco è la risposta della band al giro di vite imposto alla scena rave dal Criminal Justice Bill del 1994, una serie di disposizioni legislative varate dal governo del Regno Unito che di fatto criminalizzava i free party illegali. Dall'album, uscito nel 1994, sono stati estratti quattro singoli, tra cui No Good (Start the Dance), descritto da Howlett come una critica verso la musica eurodance dell'epoca.

### The Fat of the Land
The Fat of the Land è l'album più famoso e quello di maggior successo di vendite. I singoli estratti che hanno contribuito a promuoverlo sono, tra gli altri: Breathe, Smack My Bitch Up, Firestarter. È l'album che più di ogni altro avvicina la band al big beat, genere nato negli anni novanta grazie ai lavori di artisti come The Chemical Brothers, Fatboy Slim e i Prodigy stessi.
Il video di Smack My Bitch Up fu sottoposto a censura a causa dei suoi contenuti forti. La canzone fu criticata poiché si pensò istigasse alla violenza verso le donne. Liam Howlett rispose affermando che «chi pensa che sia una canzone sul bello del picchiare le ragazze è senza cervello».
Nel 2000 Leeroy Thornhill smette i panni di ballerino per dedicarsi completamente ad un suo progetto solista in qualità di DJ.

### Always Outnumbered, Never Outgunned
Nel 2002 il gruppo, divenuto un trio, pubblicò il singolo inedito Baby's Got a Temper, di discreto successo commerciale. Poco tempo dopo, sia Maxim che Flint abbandonarono la formazione a causa di dissidi con Howlett, che di conseguenza registrò da solo il materiale per il quarto album in studio, chiamando svariati musicisti e cantanti per la collaborazione in alcuni brani.
Anticipato dal singolo Girls, Always Outnumbered, Never Outgunned è un album il cui tentativo fu quello di applicare la cultura psichedelica dei primi anni novanta all'hip hop e alla musica dei club. Poco prima dell'uscita del disco, Maxim e Flint si ricongiunsero a Howlett (per tale motivo appaiono nelle foto all'interno del disco).
Nel 2005 il gruppo ha pubblicato la raccolta Their Law: The Singles 1990-2005, promosso dal doppio singolo Voodoo People/Out of Space. L'album, con doppio CD, contiene anche alcune tracce che i Prodigy erano soliti suonare live, ma che non erano mai stati inclusi in alcun album precedente.

### Invaders Must Die
Nel 2008 il gruppo fondò l'etichetta discografica indipendente Take Me to the Hospital, con distributore Cooking Vinyl. Attraverso la nuova etichetta il 2 marzo 2009 il gruppo ha pubblicato il quinto album in studio Invaders Must Die, dal quale sono stati estratti i singoli Invaders Must Die, Omen, Warrior's Dance e Take Me to the Hospital.
Il 18 marzo 2011 i The Prodigy, attraverso il loro sito ufficiale, hanno annunciato la proiezione di World's on Fire, film composto da filmati tratti dal Warrior's Dance festival da luglio 2010, per una sola notte in alcuni cinema selezionati in Europa. Registrato prima da 65.000 fan, World's on Fire è il film debutto dal vivo che documenta il più grande concerto dei Prodigy fino ad oggi. Il CD/DVD/Blu-ray di World's on Fire è stato pubblicato il 23 maggio 2011.

### The Day Is My Enemy
Immediatamente dopo la pubblicazione della loro raccolta live, iniziano a circolare le voci sull'imminente uscita di un nuovo disco che, nelle intenzioni della band, avrebbe dovuto intitolarsi How to Steal a Jet Fighter. Nei concerti iniziano quindi a essere suonati brani che avrebbero dovuto far parte del sesto album in studio, tra cui Rottweiler, AWOL, Jetfighter e Dogbite, accolti positivamente dagli appassionati.
Il 6 gennaio 2015, tramite il sito web ufficiale e le reti sociali, il gruppo annuncia il titolo ufficiale del sesto album di inediti, The Day Is My Enemy, la cui uscita è avvenuta il 30 marzo 2015. Il 12 dello stesso mese è stato reso disponibile per lo streaming il video del primo singolo estratto  Nasty. All'interno dell'album appaiono due collaborazioni, rispettivamente Ibiza con gli Sleaford Mods e Rhythm Bomb con Flux Pavilion.
Il 27 maggio, attraverso Facebook, il gruppo ha annunciato l'uscita dell'EP The Night Is My Friend EP. Uscito nei primi giorni di luglio, il disco contiene alcuni remix, la versione radiofonica di Rhythm Bomb e l'inedito AWOL, già eseguita dal gruppo negli anni precedenti.

### No Tourists, morte di Flint
Il 20 settembre 2017 il gruppo ha firmato un contratto discografico con la BMG Rights Management, con la quale avrebbero pubblicato il settimo album entro la fine dell'anno. Intitolato No Tourists, l'album è stato annunciato soltanto il 19 luglio 2018, in concomitanza con il lancio del primo singolo Need Some1. L'album, uscito il 2 novembre dello stesso anno, è stato interamente prodotto, composto e missato da Liam Howlett, il quale ha tuttavia aggiunto che sia Maxim sia Keith Flint sono stati coinvolti interamente nel processo di registrazione.
Il 4 marzo 2019 Flint si è suicidato nel suo appartamento a Great Dunmow.
Nell'agosto 2020 Howlett ha rivelato che lui e Maxim sono al lavoro su nuovo materiale. Il 10 febbraio 2021 il gruppo ha annunciato l'intenzione di produrre un documentario incentrato sulla loro storia, il quale sarebbe stato diretto dal collaboratore di lunga data Paul Dugdale e prodotto dalla Pulse Films.

## Stile musicale
Gruppo appartenente alla scena techno hardcore degli anni novanta, i Prodigy hanno prediletto uno stile accessibile e sgraziato che, ispirandosi al punk, fa un largo uso di breakbeat e campionamenti anche ripresi da serie animate e brani raggamuffin. La loro fusione di elementi techno e rock, quest'ultimo uno stile da cui riprendono l'estetica, ha spinto molti a inserirli nel novero dei gruppi big beat mentre altri, fra cui AllMusic, li classificano fra gli artisti della techno, dell'electronica e di varie espressioni di musica dance ed elettronica.

## Formazione
Attuale
- Liam Howlett – tastiera, sintetizzatore, campionatore (1990-presente)
- Maxim – voce, rapping (1990-presente)

Turnisti
- Rob Holliday – chitarra (2005-2006, 2008-presente)
- Leo Crabtree – batteria (2008-presente)

Ex componenti
- Leeroy Thornhill – ballerino (1990-2000)
- Sharky[7] – ballerina (1990)
- Keith Flint – voce (1990-2019)

Ex-turnisti
- Jim Davies – chitarra (1995-1996, 2002-2004)
- Gizz Butt – chitarra (1996–1999)
- Alli MacInnes – chitarra (2001, 2002)
- Paul "The Rev" Mayers – chitarra (2007)
- Kieron Pepper – batteria, chitarra (1997-2007)
- "Snell" – batteria (2007)
- Brian Fairbairn – batteria (2007)

## Discografia

### Album in studio
- 1992 – Experience
- 1994 – Music for the Jilted Generation
- 1997 – The Fat of the Land
- 2004 – Always Outnumbered, Never Outgunned
- 2009 – Invaders Must Die
- 2015 – The Day Is My Enemy
- 2018 – No Tourists

### Album dal vivo
- 2011 – World's on Fire

### Raccolte
- 1999 – The Dirtchamber Sessions Volume One
- 2005 – Their Law: The Singles 1990-2005

### Apparizioni in raccolte
- 1999 – The Dirtchamber Sessions Volume One (artisti vari, selezione mixata da Liam Howlett)
- 2006 – Back to Mine – Volume 23 (artisti vari, selezione mixata da Liam Howlett)